# Фрезно (Тексас)
Фрезно (енгл. Fresno) насељено је место без административног статуса у америчкој савезној држави Тексас.

## Демографија
По попису из 2010. године број становника је 19.069, што је 12.466 (188,8%) становника више него 2000. године.
| Група             | 2000.         | 2010.          |
| Белци             | 1.428 (21,6%) | 1.011 (5,3%)   |
| Афроамериканци    | 1.753 (26,5%) | 11.387 (59,7%) |
| Азијати           | 71 (1,1%)     | 185 (1,0%)     |
| Хиспаноамериканци | 3.294 (49,9%) | 6.318 (33,1%)  |
| Укупно            | 6.603         | 19.069         |